# Cầu Nguyễn Văn Trỗi
Cầu Nguyễn Văn Trỗi là một cây cầu bắc qua sông Hàn ở Đà Nẵng. Đây là cây cầu thứ hai bắc qua sông Hàn, nhưng cũng là cây cầu đường bộ đầu tiên bắc qua con sông này.

## Lịch sử
Cầu được Hãng thầu RMK của Mỹ xây dựng năm 1965, gồm 14 nhịp giàn thép Poni có tổng chiều dài 513,8m, khổ cầu 10,5m, phần xe chạy 8,5m, mặt cầu làm bằng gỗ và không có lề dành cho người đi bộ. Cầu được xây dựng nhằm chuyên chở khí tài quân sự từ Cảng Tiên Sa vào nội đô thị xã Đà Nẵng. Đây là một trong hai cây cầu có kiến trúc vòm bằng giàn thép Poni tại Việt Nam (cầu còn lại là cầu Long Hồ tại Cam Ranh, Khánh Hòa).
Sau 1975 cầu mang tên là Nguyễn Văn Trỗi. Cầu nhanh chóng được cải tạo nhằm đáp ứng nhu cầu đi lại của người dân và được xem là tuyến đường bộ huyết mạch nối liền hai bờ sông Hàn cho đến khi cầu Sông Hàn được đưa vào sử dụng năm 2000. Năm 1978 cầu được dỡ bỏ mặt cầu bằng gỗ để thay bằng kết cấu bê-tông cốt thép. Năm 1996 mặt cầu lại được thay bằng các tấm thép để làm giảm trọng lượng bản thân cầu do kết cấu móng của cầu bị yếu.

## Tên gọi trước 1975
Theo một số tài liệu thì cầu Nguyễn Văn Trỗi trước năm 1975 có tên Đờ lát (tướng đờ lát đơ Tát-xi-nhi của Pháp), là cây cầu dã chiến phục vụ cho mục đích quân sự.
Theo một tài liệu thì trước 1975 cầu có tên là Nguyễn Hoàng. Còn tên cầu Trịnh Minh Thế là tên của cầu Trần Thị Lý (cũ) (được đổi tên từ Trịnh Minh Thế sang Trần Thị Lý sau 1975)

## Hiện nay
Cùng với công cuộc đô thị hóa, cũng như cầu Trần Thị Lý (cũ), cầu Nguyễn Văn Trỗi không còn đáp ứng được nhu cầu giao thông  đang tăng nhanh. Do vậy, việc tháo dỡ hai cây cầu này (cầu Nguyễn Văn Trỗi và cầu Trần Thị Lý (cũ)) để xây dựng một cây cầu mới bắt kịp với tầm vóc của thành phố Đà Nẵng gần như là điều không thể tránh khỏi. Theo kế hoạch ban đầu, khi cầu mới Trần Thị Lý được xây dựng xong, cầu Nguyễn Văn Trỗi sẽ được tháo dỡ. Tuy nhiên, trong lần thị sát công trình này đầu tháng 2/2012, Bí thư Thành ủy Đà Nẵng Nguyễn Bá Thanh đã chỉ đạo Sở Giao thông Vận tải nghiên cứu giữ lại cây cầu để làm cầu đi bộ, đồng thời bố trí cảnh quan phù hợp, tạo điểm dừng chân cho người dân và du khách có thể ngắm nhìn vẻ đẹp thành phố.
Sau ngày khánh thành cầu Trần Thị Lý và cầu Rồng (29/3/2013), cầu Nguyễn Văn Trỗi chính thức ngừng lưu thông để phục vụ việc cải tạo thành cây cầu đi bộ. Việc giữ lại cầu Nguyễn Văn Trỗi, nói như nhà điêu khắc Phạm Văn Hạng, sẽ giúp "nàng Lọ Lem" của sông Hàn giữ được nét đáng yêu, nguyên sơ, chứng nhân cho lịch sử, cho bao ký ức nguyên sơ của người Đà Nẵng về một thời "ngăn sông cách đò", mà vẫn đi cùng sự vận động không ngừng của thành phố, góp phần tô điểm đô thị.